# Eurofighter Typhoon
L'Eurofighter Typhoon, il cui prototipo era designato EFA (European Fighter Aircraft), è un aeromobile militare multiruolo (Swing Role) di quarta generazione avanzata, bimotore, con ruolo primario di caccia intercettore e da superiorità aerea.
Progettazione e produzione del Typhoon fanno carico a un consorzio di tre società, Alenia Aermacchi (confluita in Leonardo, nuovo nome di Finmeccanica dal 2017), Airbus Group e BAE Systems, attraverso una holding comune, Eurofighter GmbH, costituita nel 1986. Il progetto è gestito dalla NETMA (NATO Eurofighter and Tornado Management Agency), che agisce anche come primo cliente.
L'Eurofighter Typhoon è un velivolo estremamente agile, progettato per un combattimento aria-aria estremamente efficace contro altri aeromobili, ed è stato descritto come secondo solo al F-22 Raptor e al F-35 Lightning II, tutti e due statunitensi e di quinta generazione anche se il Raptor e l'F-35 costano quasi il doppio. In seguito, i velivoli prodotti hanno beneficiato di diverse migliorie, come attrezzature atte a intraprendere missioni di attacco aria-superficie e la compatibilità con un numero altrettanto crescente di diversi armamenti ed equipaggiamenti, tra cui il missile da crociera SCALP e il Brimstone della RAF. L'aereo ha visto il suo esordio in combattimento durante l'intervento militare in Libia del 2011 con la Royal Air Force e l'Aeronautica Militare, eseguendo missioni di ricognizione e bombardamento a terra. Il Typhoon ha anche assunto la responsabilità primaria per le funzioni di difesa aerea per la maggior parte delle nazioni coinvolte nel progetto.

## Storia

### Sviluppo
Un primo programma per lo sviluppo di un nuovo caccia europeo venne avviato nel 1979, quando Regno Unito e Germania Ovest avviarono, rispettivamente con British Aerospace e Messerschmitt-Bölkow-Blohm, il programma ECF (European Collaborative Fighter), al quale si unirono nello stesso anno la Francia con Dassault e nel 1980 l'Italia con Aeritalia. BAe, MBB e Dassault iniziarono a produrre diversi prototipi, denominati rispettivamente P.106B e P.110 (rispettivamente monomotore e bimotore), TKF-90 e ACX. Il progetto, ora denominato European Combat Aircraft, venne annullato nel 1981 a causa di richieste differenti delle varie nazioni e delle pressioni di Dassault per assumere la leadership.

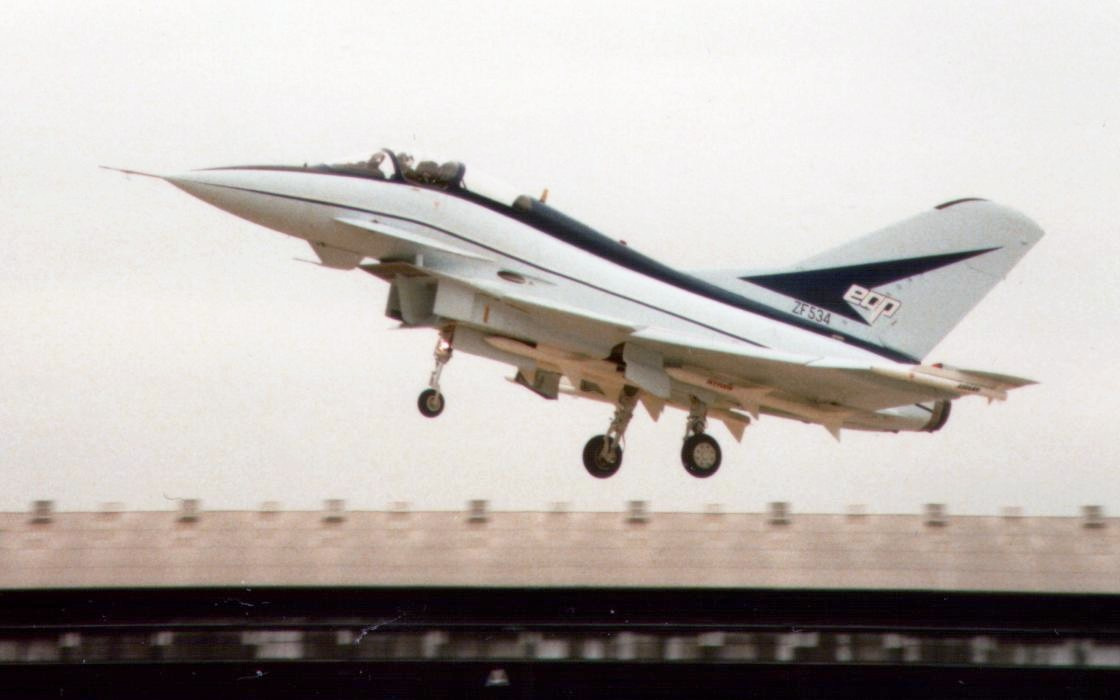
BAe EAP al Farnborough Air Show, 1986

Nel 1982 i partner di Panavia, ovvero MBB, BAe e Aeritalia, lanciarono il progetto Agile Combat Aircraft (ACA) e ne presentarono un mock-up al salone di Farnborough. L'ACA si evolse nell'Experimental Aircraft Programme (EAP) ma nel 1983, in seguito alla diminuzione dei fondi erogati da Germania e Italia, il progetto venne sviluppato esclusivamente dall'industria britannica finanziata dal governo britannico, interessato dalla produzione di un dimostratore tecnologico e intenzionato a procedere collaborando con altre nazioni.
Il 2 agosto 1985 Germania, Regno Unito e Italia confermarono l'intenzione di procedere unitamente nello sviluppo del nuovo caccia multiruolo europeo, mentre la Francia si ritirò definitivamente dopo che vennero rifiutati lo sviluppo di una versione imbarcata e la sua assunzione del comando nel progetto. La Spagna, inizialmente ritirata dal progetto, vi riprese parte da settembre 1985.
L'8 agosto 1986 volò per la prima volta il BAe EAP, che venne presentato al salone di Farnborough a fine mese contemporaneamente al rivale Dassault Rafale. Nello stesso anno sono state fondate Eurofighter GmbH e Eurojet Turbo GmbH, consorzi rispettivamente responsabili dello sviluppo dell'aereo e del turbofan EJ200, scelto come propulsore del nuovo caccia a discapito dello Snecma M88. La decisione di non affidarsi a un propulsore francese fu tra le cause del ritiro della Francia dal programma.
Il lavoro di Eurofighter GmbH fu diviso: 33% per la British Aerospace, 33% per la Messerschmitt-Bölkow-Blohm (dal 1989 DaimlerChrysler Aerospace, DASA) tedesca, 21% per Alenia Aeronautica e 13% per la CASA spagnola, mentre la divisione di Eurojet Turbo GmbH è divisa in: 33% per Rolls Royce plc., 33% MTU Aero Engines, 21% FiatAvio (poi Avio S.p.A., dal 2013 AvioAero sussidiaria di GEAviation), 13% ITP Aero. Nel 1992 è stata fondata EuroDASS, inizialmente composta da Regno Unito e Italia, consorzio dedicato allo sviluppo della suite difensiva del velivolo; nel 1995 la Spagna entrò nel consorzio seguita dalla Germania nel 1998, dopo che invano tentò di ricercare una suite difensiva più economica.
Alla fine degli anni ottanta si prevedeva che la Royal Air Force avrebbe acquistato 250 esemplari, la Luftwaffe 200, l'Aeronautica Militare tra 150 e 200, l'Ejército del Aire tra 75 e 100.
La fine improvvisa della guerra fredda ha ridotto la domanda europea di aerei da combattimento: nel 1992 il parlamento tedesco votò per ritirare la Germania dal consorzio per reinvestire l'esperienza maturata nella realizzazione di un nuovo aereo da combattimento leggero. Dopo avere commissionato uno studio per la riduzione di spese, Eurofighter GmbH elaborò una revisione del progetto in modo tale che il velivolo, rinominato Eurofighter 2000, fosse adattabile alle esigenze delle aeronautiche coinvolte. Italia e Regno Unito prevedevano di consegnare i loro primi esemplari nel 2000, mentre Germania e Spagna prevedevano di consegnare i propri non prima del 2002. Nel 1995 gli ordini vennero tagliati: il Regno Unito passò da 250 a 232, la Germania da 250 a 140, l'Italia da 165 a 121 e la Spagna da 100 a 87; secondo questa ripartizione di lavoro il lavoro doveva essere ripartito in 39% Regno Unito, 24% Germania, 22% Italia e 15% Spagna ma, a causa dei posti di lavoro che sarebbero andati persi in seguito a questo taglio di produzione, nel 1996 la Germania ordinò ulteriori 40 velivoli e il lavoro venne ripartito 37,42%/29,03%/19,52%/14,03%.

### Produzione

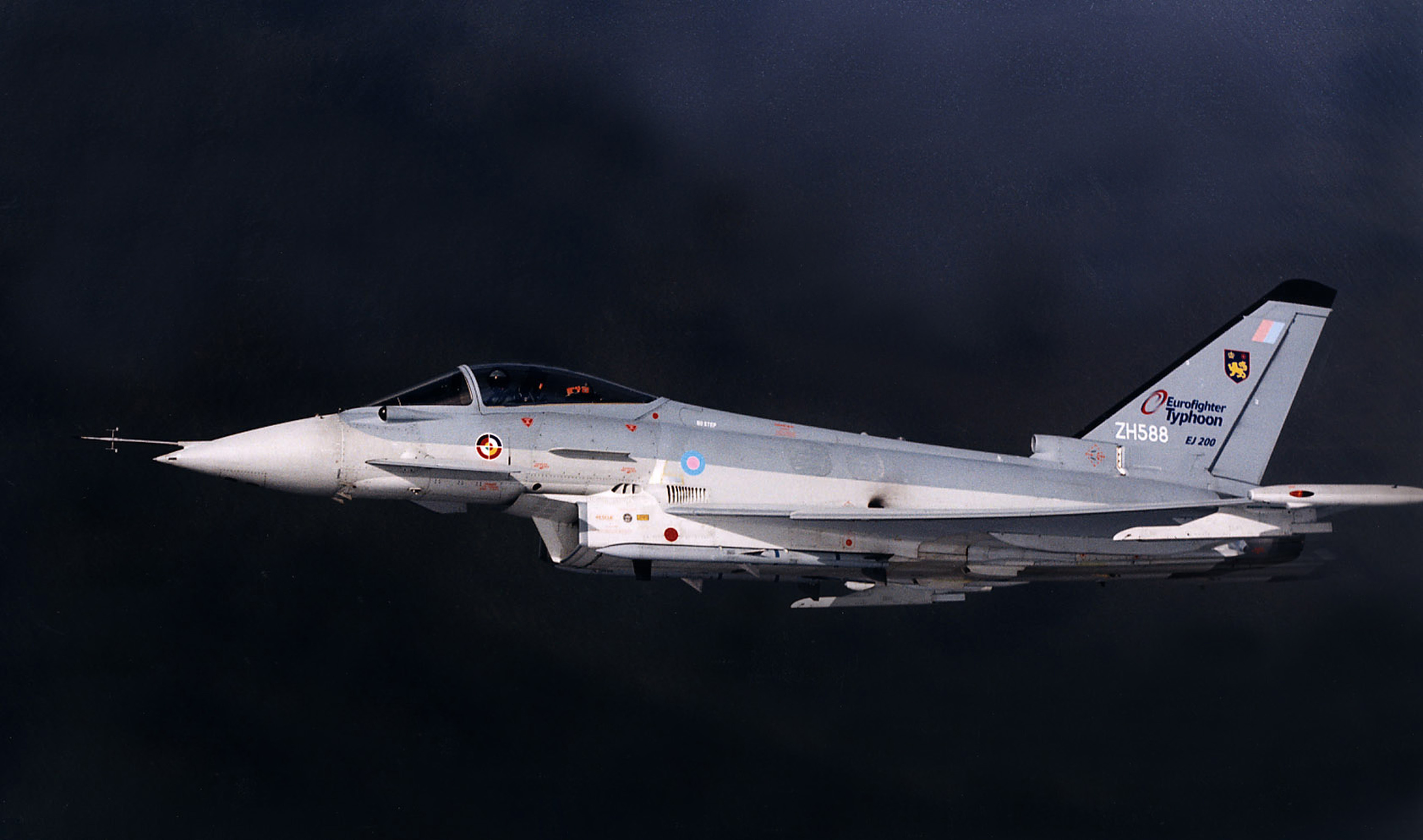
Il secondo prototipo (DA2) ripreso in volo nel 1999

Dei sette prototipi prodotti, denominati Development Aircraft (da DA1 a DA7), il primo a essere in condizioni di volo fu il tedesco DA1, che nel maggio 1992 venne trasferito a Manching; dopo quasi due anni di test, il DA1 effettuò il suo primo volo il 27 marzo 1994, seguito il 6 aprile dal DA2. Il 4 giugno 1995 l'italiano DA3 fu il primo prototipo a volare con gli EJ200, che sui DA1 e DA2 erano sostituiti da due RB199-122, una versione modificata degli RB199 Mk 104D.
In seguito a un ritardo nell'erogazione dei fondi da parte della Germania, il primo contratto di produzione venne firmato il 30 gennaio 1998 e prevedeva la fornitura di 232 velivoli al Regno Unito, 180 alla Germania, 121 all'Italia e 87 alla Spagna. Il 2 settembre 1998 il velivolo venne ufficialmente denominato Typhoon nonostante le proteste della Germania, che non riteneva opportuno questo nome in quanto l'Hawker Typhoon era un cacciabombardiere utilizzato nella seconda guerra mondiale proprio contro obiettivi tedeschi. Nello stesso mese il contratto di produzione venne mutuato in un contratto per 148 aerei Tranche 1 (55 al Regno Unito, 44 alla Germania, 29 all'Italia e 20 alla Spagna) e 363 EJ200. Tutti i contratti tra i partner e i clienti sono gestiti dalla NATO Eurofighter and Tornado Management Agency (NETMA), una società creata dai partner per gestire la commercializzazione del programma tra le rispettive forze aeree.
La commercializzazione dell'Eurofighter venne assegnata direttamente a ciascuna delle quattro aziende del consorzio. Il primo cliente export fu la Grecia, che nel 1999 avviò i contatti per la fornitura di almeno 60 Typhoon, che tuttavia nel 2001 venne posticipata a dopo il 2004 per destinare fondi alle imminenti olimpiadi.
La produzione in serie iniziò nel 2000 quando venne avviato l'assemblaggio del primo di cinque esemplari denominati Instrumented Production Aircrafts (IPA), di cui tre biposto e due monoposto, che erano velivoli di serie dotati di strumentazione per test su armamenti aria-aria e aria-superficie e sul Defensive Air Sub-System; il primo di questi velivoli a entrare in produzione fu il tedesco IPA3 mentre il primo a volare fu l'italiano IPA2, che decollò per la prima volta il 5 aprile 2002 da Torino-Caselle. Il primo velivolo monoposto di serie volò il 27 febbraio 2004. Oltre a otto IPA complessivi, di cui cinque per la Tranche 1, due per la Tranche 2 e uno per la Tranche 3, sono stati prodotti anche cinque Instrumented Serial Production Aircrafts (ISPA), che svolgevano le stesse funzioni degli IPA ma con strumentazione semplificata in quanto dedicati esclusivamente all'avionica. Il primo esemplare Tranche 1 è stato consegnato alla Royal Air Force il 30 giugno 2003; il 4 agosto la Luftwaffe ha ricevuto il suo primo aereo, seguita il 5 settembre dall' Ejército del Aire e il 19 febbraio 2004 dall'Aeronautica Militare.
Il contratto per la fornitura di 236 Typhoon Tranche 2 è stato firmato il 14 dicembre 2004, circa tre anni dopo le previsioni. Nel novembre 2005 è iniziata la produzione del primo modello aggiornato allo standard Tranche 2, il cui assemblaggio è iniziato circa un anno più tardi. Il primo Typhoon Tranche 2, IPA7, ha volato da Manching il 16 gennaio 2008. Il primo esemplare della Tranche 2 è stato consegnato il 10 ottobre 2008 alla Royal Air Force.
Il 31 luglio 2009 è stato firmato dai partner il contratto per la produzione di 112 esemplari Tranche 3A e 241 EJ200. La commessa iniziale era per 236 aerei, ma a causa di divergenze tra i partner, venne divisa in due commesse da 112 e 124 aerei, la quale non è mai stata firmata.
L'11 aprile 2017 è stato consegnato all'Aeronautica Militare il 500º Typhoon prodotto, mentre il 9 novembre 2018 la flotta globale ha raggiunto le 500 000 ore di volo.
Il 5 novembre 2020 la Germania ha ordinato i primi 38 esemplari della Tranche 4.
La Spagna ne ha ordinati 25 il 18 settembre 2023.
A partire dal 2035 l'Aeronautica Militare Italiana e la RAF del Regno Unito lo sostituiranno progressivamente con il frutto del programma Global Combat Air Programme (GCAP). La Germania e la Spagna, invece, stanno portando avanti il progetto Future Combat Air System (SCAF).

## Descrizione
L'Eurofighter Typhoon è un caccia multiruolo della quarta generazione e mezza concepito come caccia intercettore e da superiorità aerea ma adattato, nel corso degli anni, anche a cacciabombardiere, ricognitore e aereo da supporto aereo ravvicinato.

### Struttura
L'82% della cellula è realizzato in materiali compositi (principalmente in fibra di carbonio ma anche in fibra di vetro), mentre il 15% è realizzato in metalli e il restante 3% da altri materiali; l'impiego dei materiali è riassunto come segue:
- compositi in fibra di carbonio: fusoliera, aerofreno, ali, flaperon interni, deriva
- compositi in fibra di vetro: radome, bordo d'entrata in prossimità della radice alare
- lega di alluminio-litio: flaperon esterni, timone, prese d'aria ventrali, presa d'aria sulla deriva, bordo d'ingresso della deriva
- alluminio stampato: struttura del cupolino
- lega di titanio: canard, slat, ugelli

L'ampio utilizzo di materiali compositi riduce del 30% il peso delle strutture rispetto all'impiego di materiali tradizionali, conferendo all'aereo maggiore agilità grazie ad un alto rapporto spinta/peso e a un ridotto carico alare.
Sebbene non sia concepito come aereo stealth, alcune soluzioni adottate contribuiscono alla riduzione della sezione radar equivalente: ad esempio, i condotti a S che collegano le prese d'aria ai motori sono progettati per non esporre i motori al tracciamento radar e i materiali compositi, unitamente all'utilizzo di vernici radar-assorbenti, consentono di non disperdere parte dell'energia dei radar che investe l'aereo.

### Aerodinamica

Schema dell'azione delle forze e dei momenti in una configurazione canard

La configurazione canard contribuisce ad aumentare l'agilità del velivolo: questa configurazione, infatti, è instabile longitudinalmente ed è detta stabilità statica rilassata. La posizione molto avanzata delle alette canard rispetto alla posizione del baricentro ne aumenta il loro effetto come superfici di controllo e ne riduce la resistenza quando sono impiegate come trim. Data la configurazione dell'aereo, i canard generano una portanza che si somma a quella generata dalle ali, consentendo quindi di ridurre il carico alare. Questo effetto, la leggerezza della struttura e le funzioni delle alette canard, rendono l'Eurofighter estremamente maneggevole. La posizione dei canard influenza anche il flusso che investe l'ala: i vortici generati dalle alette investono l'ala consentendo al flusso d'aria di rimanere attaccato alla superficie alare anche ad alti angoli di incidenza e durante le manovre.
I requisiti di progettazione, che richiedevano un aereo in grado di volare a velocità supersoniche e in grado di manovrare a velocità basse e medie, hanno portato l'aereo ad avere un'ala a delta con angolo di freccia di 53°. Per quasi tutta la sua apertura, sul bordo d'attacco sono installati degli slat che si estendono a basse velocità o durante il volo manovrato per incrementare la superficie alare e dunque la portanza, oppure in volo transonico per ridurre la resistenza indotta. Questo utilizzo è giustificato dal fatto che, in volo supersonico, il centro di pressione si sposta verso il bordo d'uscita e durante la fase transonica si sposta ancora più indietro e la resistenza indotta subisce un notevole incremento: l'estensione degli slat allunga il profilo alare e contribuisce a non fare arretrare eccessivamente il centro di pressione.
Dietro il cockpit, nella parte superiore della fusoliera, è installato un aerofreno e nella parte posteriore della fusoliera è alloggiato un parafreno.

Schema del comportamento della presa d'aria al variare della velocità di volo (punto 1 a basse velocità, punto 3 ad alte velocità)

I tubi di Pitot sono collocati sotto il muso dell'aereo e sono orientabili liberamente per seguire il flusso d'aria che le investe e ridurre gli errori di misurazione.
La parete superiore della presa d'aria è fissa e presenta uno spazio con la fusoliera per rimuovere lo strato limite, caratterizzato da un basso livello di energia, mentre la parete inferiore è mobile per adattare la sezione di ingresso del condotto in base alle condizioni esterne: infatti, quando si vola a basse velocità, l'area di cattura dell'aria è maggiore rispetto alla sezione della presa d'aria, pertanto il flusso converge verso la presa d'aria venendo accelerato analogamente a quanto succede negli ugelli; al contrario, ad alte velocità di volo, l'area di cattura dell'aria è minore di quella della presa e il flusso viene rallentato già prima che entri nella presa. Altre situazioni in cui la presa d'aria aumenta la propria area sono quelle di volo ad alti angoli d'incidenza e per generare, in volo supersonico, un'onda d'urto obliqua seguita, nel caso il flusso sia ancora supersonico, da una normale all'ingresso della presa che porta il flusso a essere subsonico. Il flusso che scorre sulla parete del condotto a S a valle della presa d'aria viene rimosso e portato sulle ali, in prossimità della radice alare, dove contribuisce, grazie ai suoi vortici, a mantenere attaccato all'ala il flusso che vi scorre.

### Motori
Ciascun Eurofighter è dotato di due turbofan a basso rapporto di bypass Eurojet EJ200, in grado di generare una spinta di 60 kN nominale e di 90 kN con il postbruciatore attivo. Gli EJ200 sono motori bialbero, hanno un peso a vuoto di 989 kg, un rapporto di bypass 0,4 e rapporto di compressione totale di 26; il compressore di bassa pressione è composto da tre stadi mentre quello di alta da cinque; sia la turbina di alta pressione sia quella di bassa pressione sono formate da uno stadio.
Il postbruciatore è avviato tramite metodo hot shot, che consiste nell'iniettare una quantità supplementare di combustibile nelle camere di combustione che sprigiona una fiamma che, per un istante molto breve, supera le turbine e innesca il combustibile immesso nel postcombustore. Il Typhoon è capace di volare in supercrociera, ovvero di volare a velocità supersoniche senza utilizzare il postbruciatore.

L'ugello è a geometria variabile per garantire il massimo valore di spinta in qualunque condizione ambientale.

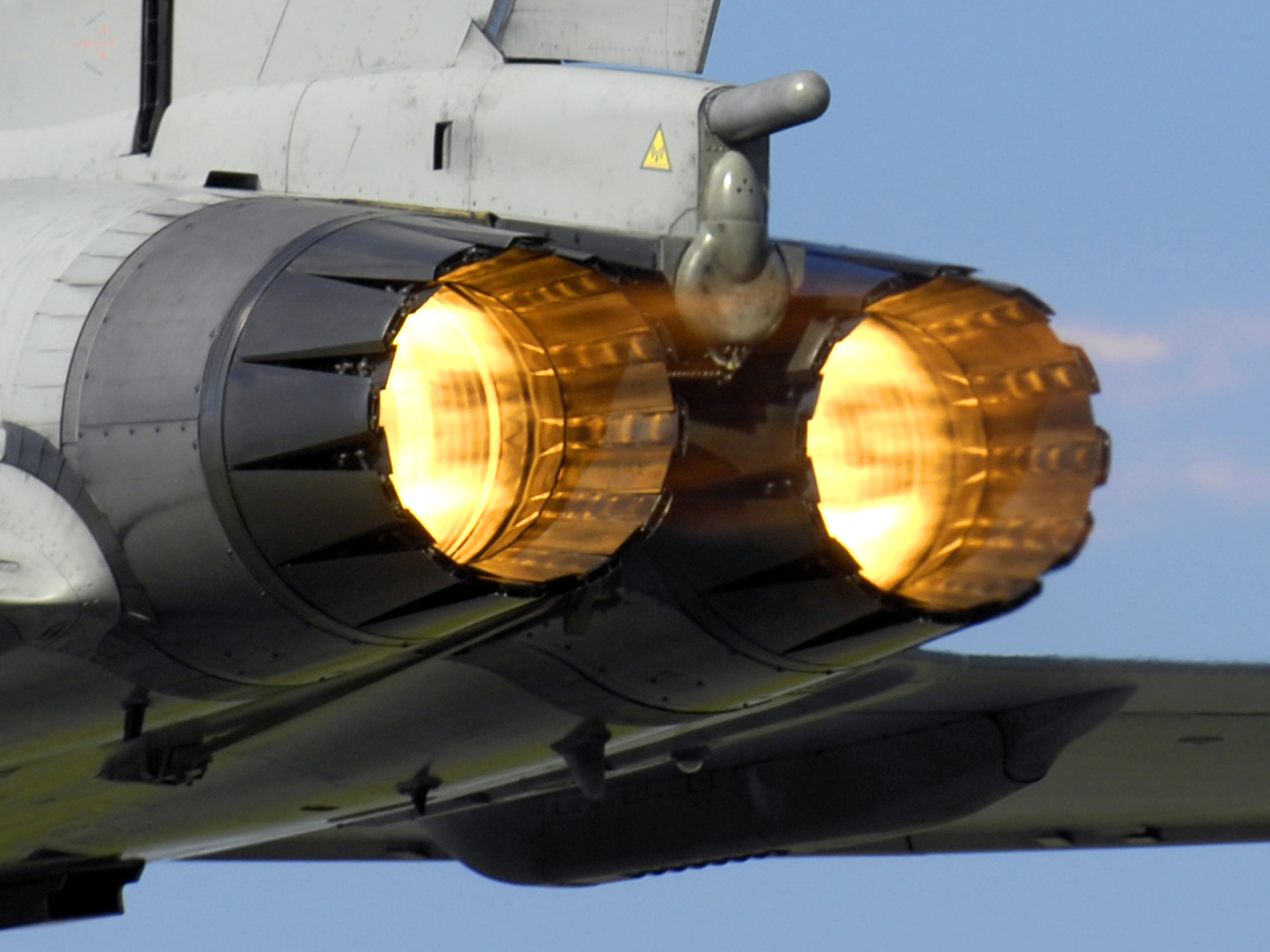
Decollo di un Typhoon con postbruciatori attivi. La protuberanza cilindrica sopra gli ugelli è il ricevitore posteriore del Missile Approach Warning System

Il motore è controllato da un sistema digitale, integrato a partire dalla Tranche 2, denominato Digital Engine Control and Monitoring Unit (DECMU), che registra le informazioni provenienti da sensori installati nel motore e controlla i parametri del motore. Sugli aerei precedenti alla Tranche 2, le unità di controllo erano due distinte: la EMU (Engine Monitoring Unit) riceveva le informazioni dai sensori e la DECU (Digital Engine Control Unit) regolava i parametri del motore.
L'aereo è dotato di una Auxiliary Power Unit, che provvede ad avviare i motori e ad alimentare i sistemi quando le turbine non sono attive e il cui scarico si trova in prossimità della radice alare sinistra.
Il combustibile, la cui capacità è secretata, è immagazzinato in diversi serbatoi collocati nella fusoliera e nelle ali; per bilanciare la variazione del baricentro causata dal rilascio di carico bellico o consumo di combustibile, quest'ultimo viene pompato automaticamente attraverso i serbatoi per mantenere invariata la posizione del baricentro. La capacità di combustibile può essere aumentata grazie a tre serbatoi ausiliari, uno collocabile sotto la fusoliera e due sotto le ali, da 1 000 L progettati per il volo supersonico. Il Typhoon è dotato di una sonda retraibile che gli consente di rifornirsi in volo. Nel 2014 BAe Systems ha provato in galleria del vento un modello di Typhoon equipaggiato con due serbatoi conformi da 1 500 L ciascuno.
Sui primi due prototipi era installata una versione modificata del RB199 Mk 104D.

### Sistemi e impianti
L'Eurofighter dispone di due impianti idraulici ridondanti che lavorano a pressione di 272 atm (4 000 psi) che controllano gli attuatori delle superfici di controllo, il carrello, i freni, la parete mobile della presa d'aria, il cupolino, la sonda per il rifornimento e il cannone.
Sull'aereo sono presenti due impianti elettrici, uno principale e uno secondario: il primario, alimentato dai motori, produce sia corrente alternata sia corrente continua tramite raddrizzatori multipli, mentre il secondario, alimento da ram air turbine, viene attivato in caso di avaria parziale o totale al sistema primario.
L'aereo è comandato attraverso un sistema fly-by-wire quadruplo ed è controllato da un sistema di controllo di volo digitale (DFCS) che, oltre a impedire all'aereo di uscire dal suo inviluppo di volo, consente di riportarlo in volo orizzontale in caso di disorientamento del pilota ed è integrato con un sistema Automatic Low-Speed Recovery (ALSR), che impedisce all'aereo di raggiungere alti angoli di incidenza a basse velocità prima emettendo segnali visivi e acustici che avvisano il pilota e in seguito, se questo non interviene sui comandi, prendendo il controllo dell'aereo.
Ogni Eurofighter è dotato di uno Structure Health Monitoring System (SHMS), composto da dieci o sedici sensori che monitorano lo stato di usura delle strutture confrontando i dati raccolti con la vita utile.
La navigazione avviene tramite un sistema di navigazione inerziale Litton Italia LN-93EF e tramite un GPS militare.

### Avionica
Il Typhoon dispone di un glass cockpit dotato di tre schermi detti multi-function displays (MFD) operabili tramite pulsanti o a voce (Direct Voice Input) che mostrano le condizioni del radar, informazioni sulla situational awareness, informazioni sui sistemi di bordo e immagini FLIR; inoltre, sono presenti un head-up display e un head-up panel collocato immediatamente sotto l'HUD. L'aeromobile è controllato tramite il sistema VTAS (Voice, Throttle And Stick), che è uno sviluppo dell'HOTAS e nel quale è integrato un Direct Voice Input. L'Eurofighter è il primo aereo militare a essere dotato di un DVI. L'Eurofighter è dotato di Instrument Landing System e di Enhanced Ground Proximity Warning System, derivato dal TERPROM Terrain Referenced Navigation (TRN) utilizzato sui Tornado.
Nel casco è integrato un Helmet-mounted display denominato Helmet Mounted Sighting System (HMSS), che consente al pilota di visualizzare riferimenti di volo e di localizzare bersagli.
L'Eurofighter è equipaggiato con un Multifunctional Information Distribution System (MIDS), che gli consente di scambiare dati di volo, obiettivi e posizioni con altri velivoli o piattaforme a terra attraverso la rete Link 16.

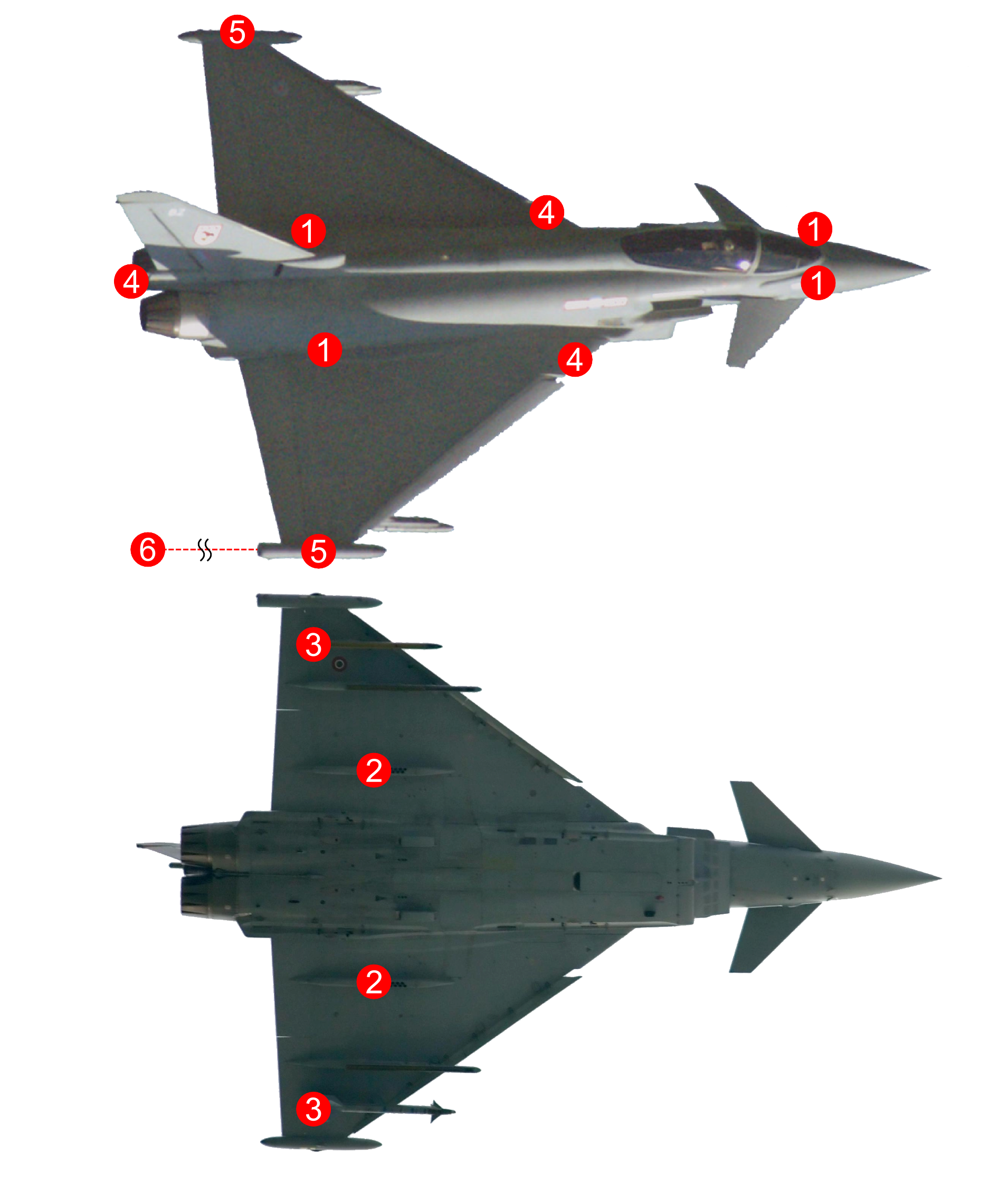
Praetorian DASS:
- Laser Warning Receiver
- flares
- chaff
- Missile Approach Warning
- pod per ESM e ECM
- decoy trainato

1. Laser Warning Receiver
2. flares
3. chaff
4. Missile Approach Warning
5. pod per ESM e ECM
6. decoy trainato

#### Praetorian DASS
La suite difensiva, nominata Praetorian Defensive Aids Sub-System (DASS) è progettata e prodotta dal consorzio EuroDASS ed è interamente integrata nel velivolo: ciò significa che non è necessario installare alcun dispositivo sui piloni esterni, beneficiandone sia dal punto di vista aerodinamico sia del carico bellico. L'intero sistema è controllato da un Defensive Aids Computer (DAC).
- Electronic Support Measures: un sistema di antenne per la rilevazione di segnali radar potenzialmente ostili o di datalink è localizzato in appositi pod alle estremità alari consentendo una rilevazione a 360 gradi; il sistema è in grado di elaborare una mappa nella quale localizza la fonte del segnale e la identifica grazie a un database di frequenze ed è in grado di definire l'area in cui il sistema ostile è efficace, consentendo quindi al pilota di portarsi fuori dalla sua portata[44]
- Contromisure elettroniche: un sistema di contromisure elettroniche è ospitato nel pod all'estremità alare sinistra ed è in grado di disturbare più radar in volo e a terra contemporaneamente tramite l'utilizzo di una digital radio frequency memory e un generatore di segnali. Un'altra contromisura elettronica è il Towed Radar Decoy (TRD), un'esca trainata che viene dispiegata dal pod destro attraverso un cavo in kevlar lungo 100 metri contenente un collegamento in fibra ottica[44]
- Missile Approach Warning: un sistema di antenne posizionate in corrispondenza delle radici alari e una in coda sopra gli ugelli rintraccia missili lanciati contro il velivolo tramite un radar Doppler a impulsi, che è in grado di rilevare non solo armi a guida radar ma anche armi a guida laser. Una volta che il missile è intercettato, la sua posizione verrà mostrata su uno schermo del cockpit. Il MAW è in grado di attivare automaticamente il rilascio di chaff o flare. L'Eurofighter è dotato di due lanciatori di flare e due lanciatori di chaff che, oltre che dal MAW, sono controllati dal DAC o dal pilota; ciascun lanciatore contiene 160 flare o chaff.[44]

Per incrementare la risposta a missili a guida laser, sugli Eurofighter britannici e sauditi sono installati quattro Laser Warning Receivers, due davanti ai canard e due in prossimità della deriva, che sono in grado di rilevare sistemi laser che puntano l'aereo e di identificarne la posizione.

#### Euroradar CAPTOR
L'Euroradar CAPTOR-C e il suo sviluppo CAPTOR-M (precedentemente CAPTOR-D) è un radar Doppler multimodale a impulsi a controllo meccanico sviluppato dal consorzio Euroradar; una versione Active electronically scanned array denominata CAPTOR-E è in fase di integrazione. Le funzioni del radar CAPTOR sono ricerca, acquisizione e tracciamento di bersagli e controllo del tiro aria-aria e aria-terra. Il CAPTOR-C, installato sugli aerei di Tranche 1, ha un raggio d'azione di circa 185 km ed è in grado di seguire contemporaneamente venti bersagli e di ingaggiarne sei. Il cliente di lancio del CAPTOR-E è stato il Kuwait nel 2015, seguito dal Qatar nel 2017; la Germania ha annunciato l'intenzione di integrare il CAPTOR-E sui propri Typhoon a partire dal 2022.

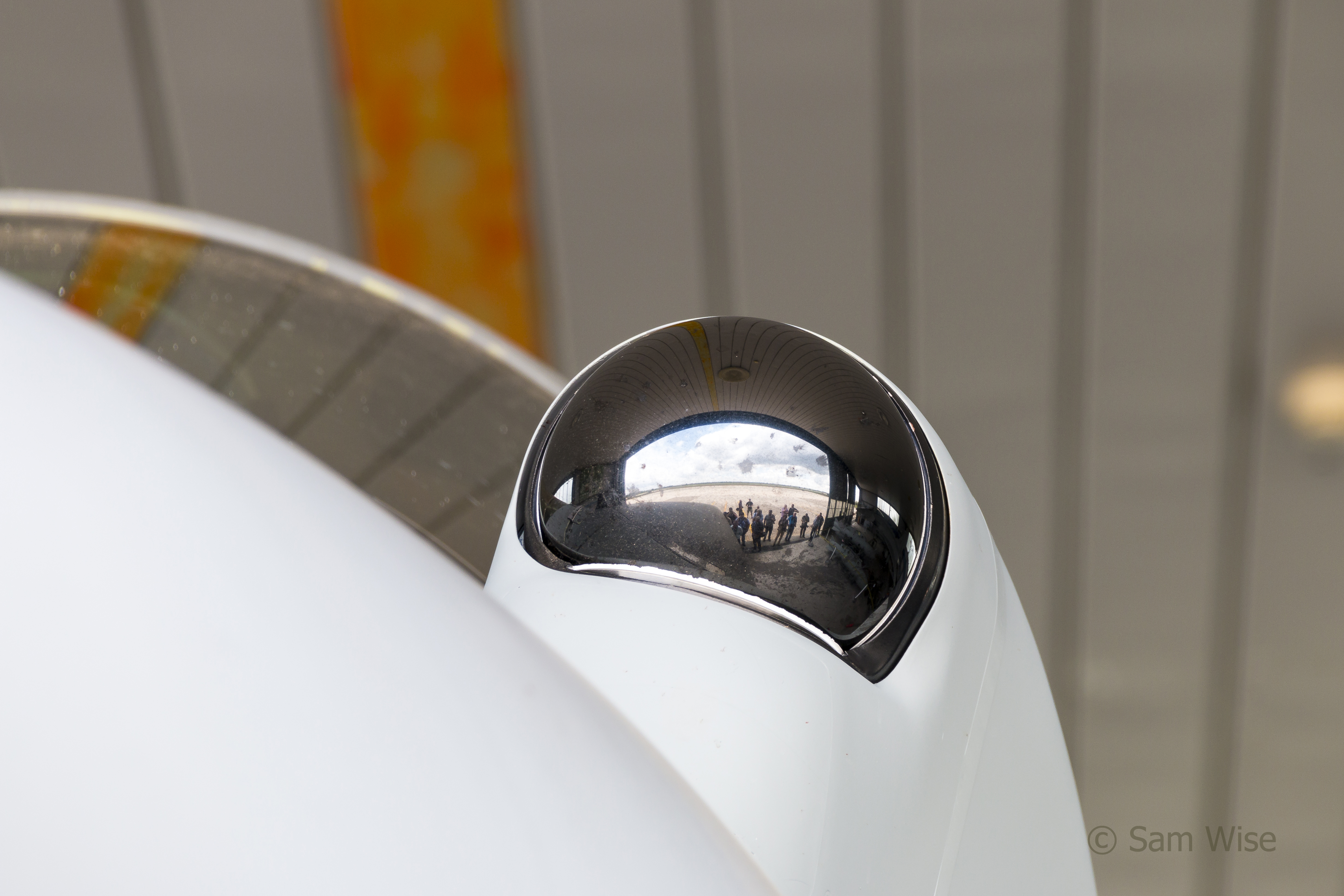
PIRATE su un Eurofighter italiano

#### Eurofirst PIRATE
Il Passive Infra-Red Airborne Track Equipment (PIRATE) è il sistema FLIR/IRST dell'Eurofighter, sviluppato dal consorzio Eurofirst guidato da Selex ES e installato su tutti i velivoli a partire dalla Tranche 1 Block 5. Le immagini, quando utilizzato in funzione FLIR, sono riportate su uno schermo del cockpit, mentre le informazioni acquisite quando opera come IRST sono presentate sull'HUD, su uno schermo del cockpit o sul HMSS. Può essere utilizzato affiancandolo al radar o a sua volta affiancato da pod, come ad esempio il LITENING.

### Sistemi d'arma
Il Typhoon è nato come caccia intercettore ma nel corso del suo sviluppo ha acquisito il ruolo di cacciabombardiere e aereo d'attacco al suolo, di conseguenza gli armamenti inizialmente previsti sono stati integrati da armamenti aria-superficie.

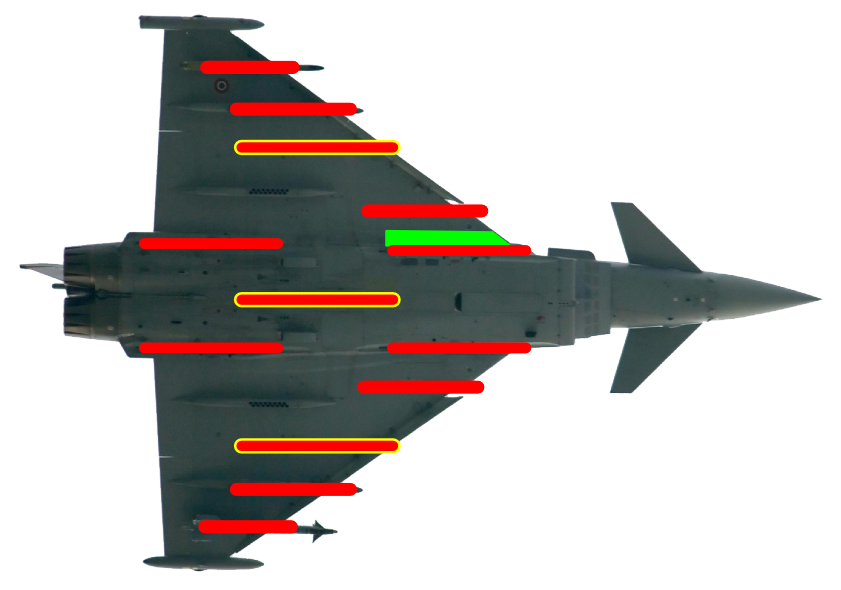
I tredici piloni dell'aereo

L'aereo è dotato di tredici piloni, cinque in fusoliera e otto alari, e di un cannone Mauser BK-27 da 27 mm; il Typhoon è compatibile con un'ampia gamma di carichi bellici per soddisfare le richieste dei vari utilizzatori. Gli armamenti disponibili sono:
| Aria-Aria       | A corto raggio      | AIM-9L Sidewinder AIM-132 ASRAAM IRIS-T                               |
| Aria-Aria       | A medio raggio      | AIM-120 AMRAAM MBDA Meteor (in fase di integrazione)                  |
| Aria-superficie | Missili antiradar   | AGM-88 HARM MBDA ALARM                                                |
| Aria-superficie | Missile tattico     | AGM-65 Maverick Brimstone                                             |
| Aria-superficie | Missili da crociera | SCALP Taurus KEPD 350                                                 |
| Aria-superficie | Bombe guidate       | Paveway II: GBU-10, GBU-16, GBU-48 Paveway III: GBU-24, BPG-2000 JDAM |

Di seguito sono riportate alcune delle configurazioni elaborate dal produttore:
| Ruoli specializzati                                                                                           | Ruoli specializzati | Ruoli specializzati |
| Supremazia aerea                                                                                              | Interdiction and strike | SEAD |
| --- | --- | --- |
| 6 missili aria-aria beyond visual range (BVR) 2 missili aria-aria corto raggio 3 serbatoi esterni da 1 000 L  | 4 bombe guidate 3 missili aria-aria BVR 2 missili aria-aria corto raggio 1 pod di mira laser 3 serbatoi esterni da 1 000 L                | 2 bombe guidate 2 missili antiradiazione 3 missili aria-aria BVR 2 missili aria-aria corto raggio 1 pod di mira laser 3 serbatoi esterni da 1 000 L |
| Multiruolo | | |
| Attacco aereo                                                                                                 | Supporto aereo ravvicinato | Attacco navale |
| 2 missili da crociera 4 missili aria-aria BVR 4 missili aria-aria corto raggio 1 serbatoio esterno da 1 000 L | 4 lanciarazzi 2 bombe guidate 3 missili aria-aria BVR 2 missili aria-aria corto raggio 1 pod di mira laser 1 serbatoio esterno da 1 000 L | 2 missili antinave 4 missili aria-aria BVR 4 missili aria-aria corto raggio 1 serbatoio esterno da 1 000 L                                          |

Note: i lanciarazzi suggeriti nella configurazione di supporto aereo ravvicinato non sono mai stati applicati, così come non sono mai stati applicati missili antinave; in tale contesto, si sono valutati il Brimstone Sea, il Marte-ERP e l'AGM-84 Harpoon.

## Produzione

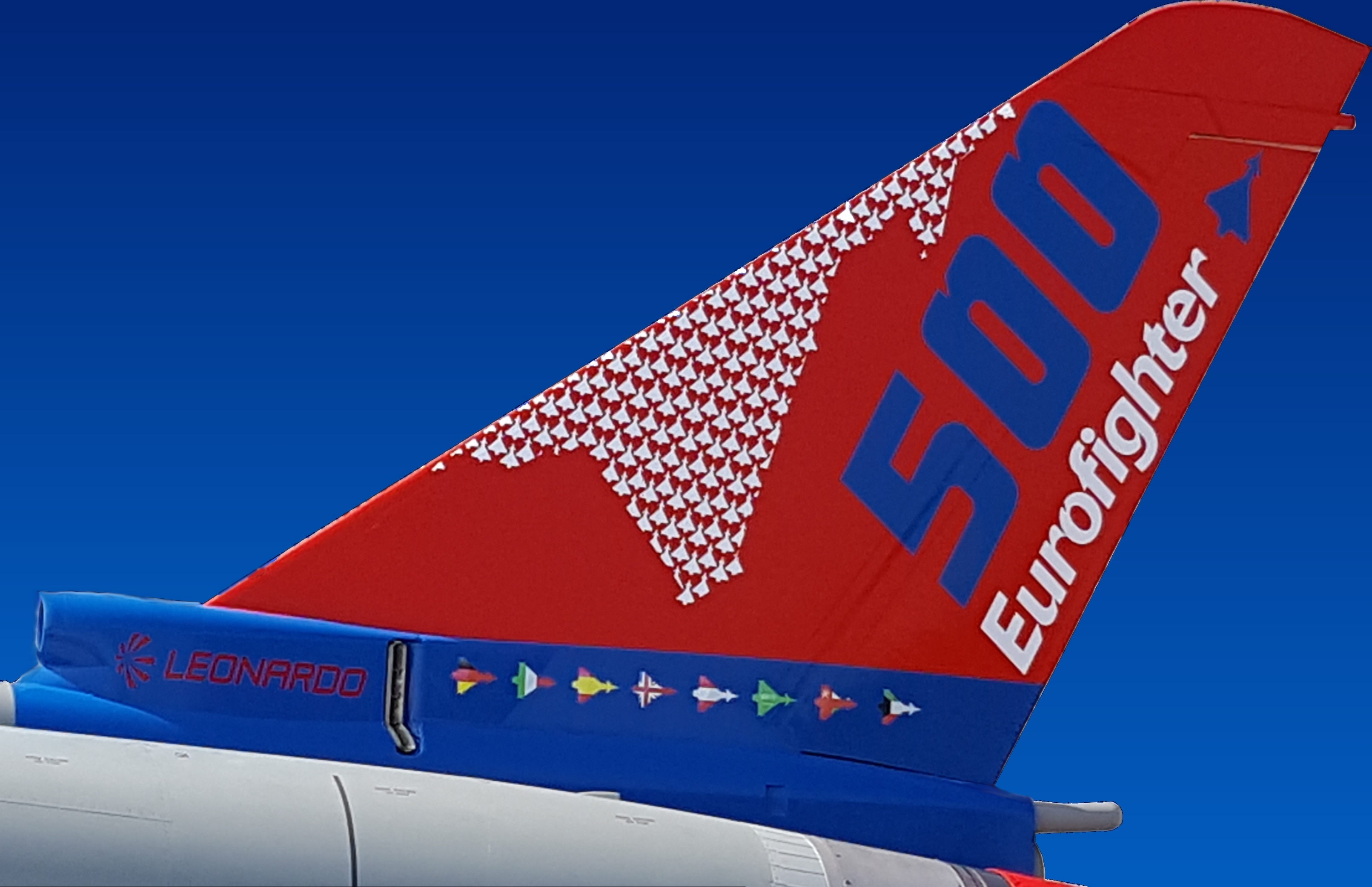
Eurofighter Typhoon n. 500

Una caratteristica particolare dell'Eurofighter è quella di essere l'unico aereo militare moderno costruito in quattro linee di montaggio diverse: i quattro Paesi che hanno dato origine al progetto, infatti, producono componenti comuni a tutti gli esemplari ma sono responsabili dell'assemblaggio finale dei propri velivoli. Le quattro linee di assemblaggio si trovano a Warton (Regno Unito), Manching (Germania), Torino-Caselle (Italia) e Getafe (Spagna). Ogni partner assembla i suoi esemplari ma produce le solite parti che poi vengono distribuite ai vari impianti di assemblaggio. La produzione delle parti è così divisa:
- BAE Systems produce le sezioni frontali e la parte anteriore delle sezioni di coda della fusoliera, i canard, il cupolino, il cockpit, la deriva e i flaperon interni
- Premium Aerotec produce la fusoliera centrale
- Leonardo produce l'ala sinistra, i flaperon esterni e la parte posteriore delle sezioni di coda della fusoliera
- EADS-CASA produce l'ala destra e gli slat.

La produzione di un esemplare di Typhoon richiede quaranta settimane, di cui sei dedicate all'assemblaggio, otto per l'installazione di tutti i sistemi e quattro per l'installazione del DASS e degli armamenti; altre tre settimane sono dedicate ai voli di collaudo e altre due alla verniciatura.
| Acquirente     | Tranche 1 | Tranche 2 | Tranche 3A | Tranche 4 | Totale |
| -------------- | --------- | --------- | ---------- | --------- | ------ |
| Regno Unito    | 53        | 67        | 40         | 0         | 160    |
| Germania       | 33        | 79        | 31         | 38        | 181    |
| Italia         | 28        | 47        | 21         | 24        | 120    |
| Spagna         | 19        | 34        | 20         | 25        | 98     |
| Arabia Saudita | 0         | 24        | 48         | 0         | 72     |
| Austria        | 15        | 0         | 0          | 0         | 15     |
| Oman           |           |           | 12         | 0         | 12     |
| Kuwait         |           |           | 28         | 0         | 28     |
| Qatar          |           |           | 24         | 0         | 24     |
| TOTALE         | 148       | 251       | 200        | 87        | 710    |

Nota: Il cambio nell'ordine dell'Austria da sei aerei Tranche 1 e dodici Tranche 2 a quindici Tranche 1 portò a una riduzione dei Tranche 1 per le quattro nazioni partner. 24 aerei sauditi furono tolti dalla produzione britannica di Tranche 2, e dovevano essere rimpiazzati alla fine della Tranche 2, ma verranno detratti dal totale della Tranche 3A britannica. Tutti i Paesi del consorzio che ha prodotto il velivolo, visti i cambiamenti degli scenari attuali, hanno deciso di rinunciare alla produzione dei velivoli Tranche 3B.
| Partner                         | Partner         | Partner         | Partner          | Partner          | Partner              | Partner           | Partner          | Partner       |
| Nazione                         | previsione 1985 | previsione 1997 | ordini Tranche 1 | ordini Tranche 2 | previsione Tranche 3 | ordini Tranche 3a | ordini Tranche 4 | ordini totali |
| ------------------------------- | --------------- | --------------- | ---------------- | ---------------- | -------------------- | ----------------- | ---------------- | ------------- |
| Regno Unito                     | 250             | 232             | 53               | 67               | 88                   | 40                | 0                | 160           |
| Germania                        | 250             | 180             | 33               | 79               | 68                   | 31                | 38               | 181           |
| Italia                          | 165             | 121             | 28               | 47               | 46                   | 21                | 0                | 96            |
| Spagna                          | 100             | 87              | 19               | 34               | 34                   | 20                | 0                | 73            |
| TOTALE                          | 765             | 620             | 133              | 227              | 236                  | 112               | 38               | 510           |
|                                 |                 |                 |                  |                  |                      |                   |                  |               |
| Esportazione                    |                 |                 |                  |                  |                      |                   |                  |               |
| Nazione                         | previsione 2002 | ordini 2003     | ordini Tranche 1 | ordini Tranche 2 | previsione Tranche 3 | ordini Tranche 3a | ordini totali    |               |
| Austria                         | 24              | 18              | 15               | 0                | 0                    | 0                 | 15               |               |
| Nazione                         | previsioni 2005 | opzioni         | ordini Tranche 1 | ordini Tranche 2 | previsioni Tranche 3 | ordini Tranche 3a | ordini totali    |               |
| Arabia Saudita                  | 48              | 24              | 0                | 24               |                      | 48                | 72               |               |
| Oman                            |                 |                 |                  |                  |                      | 12                | 12               |               |
| Kuwait                          |                 |                 |                  |                  |                      | 28                | 28               |               |
|                                 |                 |                 |                  |                  |                      |                   |                  |               |
| In generale, in tutti i clienti |                 |                 |                  |                  |                      |                   |                  |               |
| previsioni 1985                 | previsioni 1997 | previsioni 2008 | ordini Tranche 1 | ordini Tranche 2 | previsioni Tranche 3 | ordini Tranche 3a | ordini totali    |               |
| 765                             | 620             | 707             | 148              | 251              | 236                  | 200               | 599              |               |
|                                 |                 |                 |                  |                  |                      |                   |                  |               |
| Stand: 11. Juni 2010.           |                 |                 |                  |                  |                      |                   |                  |               |

## Versioni

### Prototipi
In tutto sono stati costruiti sette prototipi, denominati Development Aircraft (DA), denominati da DA1 a DA7; DA2 e DA4 sono stati prodotti dal Regno Unito, DA1 e DA5 dalla Germania, DA3 e DA7 dall'Italia e DA6 dalla Spagna.

### Aerei strumentati
Gli Instrumented Production Aircraft (IPA) sono otto aerei di produzione appositamente strumentati per valutare l'integrazione di vari sistemi con l'aereo, nello specifico:
- IPA1: biposto di Tranche 1, è stato utilizzato per valutare l'integrazione del Praetorian DASS[80]
- IPA2: biposto di Tranche 1, è stato utilizzato per i test sull'armamento aria-superficie e sul TACAN[81]
- IPA3: biposto di Tranche 1, utilizzato per l'integrazione dell'armamento aria-aria[28]
- IPA4: monoposto di Tranche 1, utilizzato per l'integrazione dell'armamento aria-superficie e per le prove ambientali[28]
- IPA5: monoposto di Tranche 1, utilizzato per l'integrazione dell'armamento aria-aria e aria-superficie[82] e per i test del radar CAPTOR-E[83]
- IPA6: monoposto di Tranche 1, utilizzato per lo sviluppo dell'avionica per la Tranche 2 e per l'integrazione del Praetorian DASS con la nuova avionica[84]
- IPA7: monoposto di Tranche 2, utilizzato per valutare le capacità del Block 8[85]
- IPA8: biposto di Tranche 3 utilizzato per le prove del radar CAPTOR-E[86]

Gli Instrumented Serial Production Aircraft (ISPA) erano cinque aerei di serie strumentati per la valutazione di modifiche all'avionica:
- ISPA1: biposto Tranche 1 utilizzato per l'integrazione del Praetorian DASS, del pod LITENING e dell'HMSS
- ISPA2: di Tranche 1, utilizzato per testare il Microwave Landing System
- ISPA3: di Tranche 2, utilizzato per testare il pod LITENING
- ISPA4: di Tranche 2, utilizzato per sviluppare il FLIR
- ISPA5: di Tranche 2, ha sostituito ISPA1

### Tranche 1
Gli aerei della Tranche 1 sono entrati in produzione nel 2003 e fornirono le capacità iniziali dei Typhoon. Dall'inizio del 2012 tutte le macchine Tranche 1 sono state aggiornate allo standard Block 5.
- Block 1: capacità operativa iniziale (IOC) e capacità di difesa aerea
- Block 2: introduzione del DASS limitatamente a chaff e flare, del PIRATE limitatamente a FLIR e del Direct Voice Input
- Block 2B: DASS completamente integrato, aggiornamento del software del Dìgital Flight Control System, introduzione del MIDS; raggiunta piena capacità operativa aria-aria
- Block 5: PIRATE completamente integrato, aggiornamento del software del Dìgital Flight Control System, Ground Proximity Warning System completamente operativo; introdotte armi aria-superficie e cannone adattato anche al combattimento al suolo

### Tranche 2
I velivoli Tranche 2 sono stati consegnati dall'ottobre 2008 e hanno ampliato le capacità di base del combattimento aria-aria e aria-superficie. Un primo miglioramento denominato P1E (Phase 1 Enhancement), disponibile dal 2013, implementa la completa capacità operativa aria-superficie includendo pod laser, integrazione di bombe guidate, nuovo sistema IFF e presenta un miglioramento al DVI; il progetto è stato diviso in due fasi, P1EA e P1EB.
- Block 8: nuovi computer conformi allo standard STANAG 4626
- Block 10: corrisponde alla fase A del P1E e comprende un aggiornamento del software IFF e del MIDS, la localizzazione di bersagli terrestri sull'HMSS, che può anche indirizzare il pod laser
- Block 15: corrisponde alla fase B; il database del DASS è stato ampliato, il DVI migliorato così come il sistema di puntamento per le bombe guidate

### Tranche 3/3A[89]
Il 31 luglio 2009 è stato firmato il contratto per la produzione di 112 esemplari Tranche 3A e 241 EJ200. La commessa iniziale era per 236 aerei, ma a causa di disaccordi tra i partner venne divisa in due Tranche, denominate Tranche 3A e Tranche 3B, rispettivamente da 112 e 124 esemplari. Il contratto per la Tranche 3B non è mai stato firmato. Nel 2013 è stato firmato il contratto per il P2E, suddiviso anch'esso in due fasi (P2EA e P2EB).
- Block 20: possibilità di installare due serbatoi conformi (CFT)
- Block 25: corrispondenti alla fase A del P2E, introduzione dei missili Meteor, SCALP e KEPD 350, possibilità di installare il CAPTOR-E
- Block 30: corrisponde alla fase B, mai realizzata: prevedeva un focus su operazioni antinave, ricognizione e SEAD

### Tranche 4
La Tranche 4 è l'ultimo standard concepito, essendo stato ordinato per la prima volta dalla Germania nel 2020. Secondo fonti di Airbus, l'Eurofighter Tranche 4 è il più moderno aereo europeo da combattimento con una vita operativa prevista oltre il 2060.

### Versioni proposte

#### Typhoon imbarcato
Una versione imbarcata del Typhoon era stata proposta sul finire degli anni 1990 per soddisfare il bisogno di un nuovo caccia imbarcato da destinare alla Royal Navy; nel 2001 questa proposta è stata scartata in favore del Joint Strike Fighter che, ai tempi, si riteneva potesse essere più economico.
Il Typhoon imbarcato è stato valutato dall'India nel 2011: le specifiche chiedevano che l'aereo fosse in grado di decollare da un trampolino e di arrestarsi tramite un gancio. Le modifiche richieste hanno causato un aumento di peso di circa 500 kg e la versione è stata scartata a causa degli elevati costi rispetto ad aerei imbarcati già esistenti.

#### Typhoon ECR
Nel novembre 2019 Kurt Rossner, capo della divisione Combat Aircraft Systems di Airbus, ha avanzato la proposta di produrre una versione del Typhoon da guerra elettronica (Electronic Combat Role) e soppressione delle difese aeree nemiche (SEAD) equipaggiato con due pod da guerra elettronica alari e due localizzatori di emissioni alle estremità alari, oltre che di armamento convenzionale come sei missili SPEAR-EW, due IRIS-T e quattro MBDA Meteor.

## Impiego operativo
Il primo Typhoon di produzione è stato consegnato alla Royal Air Force il 30 giugno 2003.
Il primo reparto italiano a ricevere l'Eurofighter fu il 9º gruppo del 4º Stormo, nel quale il Typhoon sostituì dal 16 marzo 2004 gli F-104 ASA-M. L'Italia dichiarò, prima tra tutti i quattro partner, la capacità operativa iniziale (IOC) il 16 dicembre 2005. In Italia si svolse anche la prima missione del Typhoon, quando nel 2006 partecipò all'Operazione Jupiter 2 finalizzata al controllo dello spazio aereo durante il periodo delle olimpiadi di Torino. Dal 2004 gli Eurofighter italiani vengono utilizzati per la protezione dello spazio aereo sloveno, dal luglio 2009 gli Eurofighter basati a Gioia del Colle sono responsabili del controllo e della difesa dello spazio aereo albanese e dal 2018 di quello montenegrino.

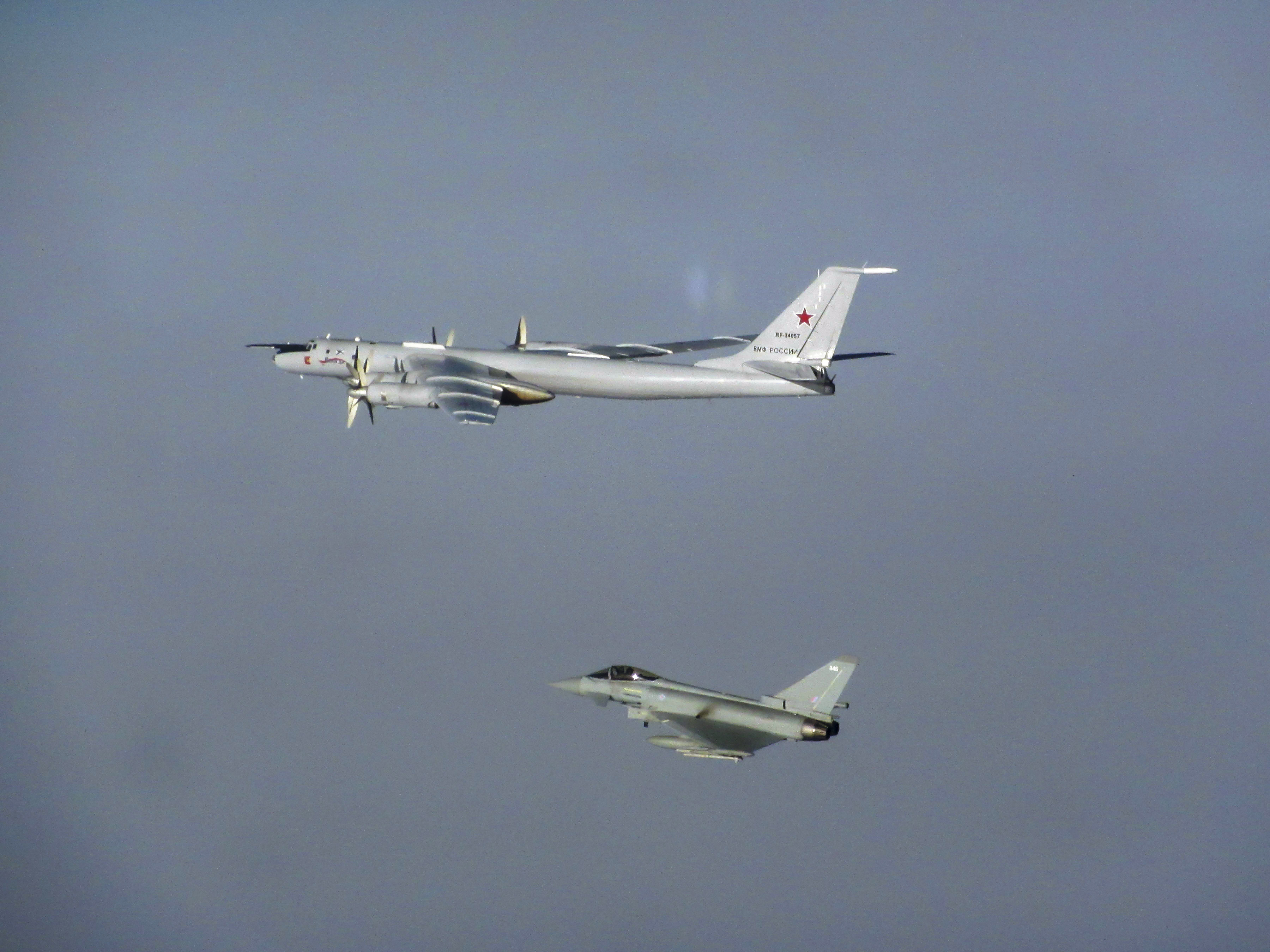
Un Typhoon della Royal Air Force intercetta un Tupolev Tu-95 al largo della Scozia

Nel 2011 è emerso che alcuni Typhoon della Royal Air Force sono stati a terra per un periodo indefinito nel 2010 a causa della carenza di pezzi di ricambio e che per uscire da questa situazione i pezzi di ricambio mancanti siano stati ottenuti cannibalizzando altri aerei in attesa di nuove forniture.
Nel 2011 otto Eurofighter italiani e dieci (poi otto) inglesi sono stati schierati a Trapani e Gioia del Colle durante l'operazione Unified Protector: il 21 marzo i Typhoon britannici compirono la loro prima operazione di combattimento pattugliando la no-fly zone sopra la Libia; gli italiani compirono la loro prima sortita il 29 marzo. A partire da aprile gli Eurofighter sono stati coinvolti in attacchi al suolo insieme ai Tornado, in quanto non disponevano ancora di completa capacità aria-superficie.
Reparti di Regno Unito, Germania, Italia e Spagna dotati di Eurofighter sono stati dispiegati a partire dal 2009 in Estonia e Lituania nella Baltic Air Policing e a partire dal 2013 in Islanda nella Icelandic Air Policing.
Dal 2015 i Typhoon britannici sono stati impiegati nell'operazione Shader contro lo Stato Islamico. L'Aeronautica Militare ha dispiegato in Kuwait, a partire dal 2019, alcuni Eurofighter del 4º e 36º Stormo con compiti di Intelligence, Surveillance and Reconnaissance nel contesto dell'operazione Inherent Resolve. Nel febbraio dello stesso anno e nello stesso contesto i Typhoon sauditi hanno effettuato i loro primi attacchi al suolo con bombe laser-guidate.
Da maggio ad agosto 2019 quattro Eurofighter italiani sono stati stanziati presso l'aeroporto di Costanza in Romania nell'ambito dell'operazione NATO Black Shield per potenziare la difesa dello spazio aereo romeno, nella quale sono state coinvolte anche la Royal Air Force e l'Ejército del Aire.
Dal 2020 la RAF impiega alcuni Typhoon FGR4 Tranche 1 come aggressor.

## Esportazione

### Austria
Il 2 luglio 2002, il Governo austriaco ha confermato la sua decisione di acquistare il Typhoon come suo nuovo velivolo da difesa aerea. L'ordine d'acquisto di diciotto Typhoon Tranche 2 venne approvato il 1º luglio 2003, e comprendeva oltre ai diciotto aerei anche l'addestramento per i piloti, logistica, qualificazione del personale a terra, manutenzione e un simulatore di volo. Il 26 giugno 2007, Il Ministro alla Difesa austriaco, Norbert Darabos, ha annunciato un ridimensionamento dell'ordine che fece scendere i velivoli da acquistare a quindici esemplari Tranche 1. Il 12 luglio dello stesso anno, il primo dei quindici Eurofighter venne consegnato all'aeronautica militare austriaca. Nel 2008, un rapporto della Corte dei conti austriaca denunciò che l'acquisto dei quindici Typhoon Tranche 1 avvenne a un prezzo unitario maggiore rispetto a quello dei diciotto Tranche 2 inizialmente ordinati. Nel 2020, dopo che nel 2017 il Ministero della difesa austriaco intentò una causa penale contro Airbus per corruzione e frode, una Corte d'appello austriaca ha confermato la sentenza di un tribunale austriaco che nell'aprile dello stesso anno assolse il produttore, ponendo fine al contenzioso. Nel 2014, a causa di tagli alla spesa militare, la Luftstreitkräfte poteva contare su solo dodici piloti a fronte di quindici aerei.

### Arabia Saudita
Il 17 settembre 2007, l'Arabia Saudita ha firmato un contratto di 4,43 miliardi di sterline che prevede l'acquisizione di 24 Typhoon Tranche 2 e 48, assemblati negli stabilimenti sauditi, appartenenti alla Tranche 3 con consegne a partire dal 2011.
Il 22 ottobre 2008, il primo Typhoon con la livrea dell'Aeronautica saudita ha volato nei pressi dell'Aerodromo di Warton, di proprietà della BAE Systems, e nel giugno 2009 è stato consegnato il primo aereo.
Il 24 agosto 2010 un Eurofighter Typhoon pilotato dal tenente colonnello della Al-Quwwat al-Jawwiyya al-Sa'udiyya (Aeronautica militare dell'Arabia Saudita) insieme con l'istruttore spagnolo è precipitato vicino a Morón de la Frontera, nel sud della Spagna. L'aereo è decollato dalla Base aerea di Morón per un volo d'addestramento, l'istruttore spagnolo si è catapultato, invece l'allievo saudita si è schiantato insieme con l'aereo. Le cause dell'incidente non sono state comunicate.

### Oman
Il 21 dicembre 2012 il Sultanato dell'Oman ha ordinato alla BAE Systems dodici Typhoon della Tranche 3 da consegnarsi, assieme a otto addestratori avanzati BAE Hawk, a partire dal 2017.

### Kuwait
L'11 settembre 2015 è stato ufficializzato un accordo tra il Ministero della difesa Italiana e il Kuwait per la fornitura di 28 Eurofighter Typhoon (22 monoposto e 6 biposto) Tranche 3, dotati di radar Captor-E e sottosistema Praetorian Defensive Aids, da parte di Alenia Aermacchi, gruppo Finmeccanica (Leonardo dal 2017). Il contratto per la fornitura tra il Paese arabo e il Consorzio europeo Eurofighter è stato confermato e sottoscritto il 5 aprile 2016. Oltre alla fornitura degli aeromobili, il contratto prevede la fornitura di supporto logistico, supporto operativo, aggiornamento delle infrastrutture necessarie per l'operatività e addestramento degli equipaggi di volo e di terra da parte dell'Aeronautica Militare per un periodo di venti anni.
Il 14 dicembre 2021 dall'aeroporto di Caselle - Torino i primi due Eurofighter Typhoon consegnati alla Kuwait Airforce decollano con destinazione la base di Al Salem - Kuwait. Il 29 marzo 2022 sono atterrati in Kuwait anche il terzo e quarto esemplare della commessa.

### Qatar
Il 10 dicembre 2017 il Qatar ha annunciato l'acquisto di 24 Typhoon e dei relativi servizi per l'addestramento e il supporto da BAE Systems. L'addestramento degli equipaggi di volo e di terra è svolto dal No. 12 Squadron della RAF.

### Potenziali acquirenti

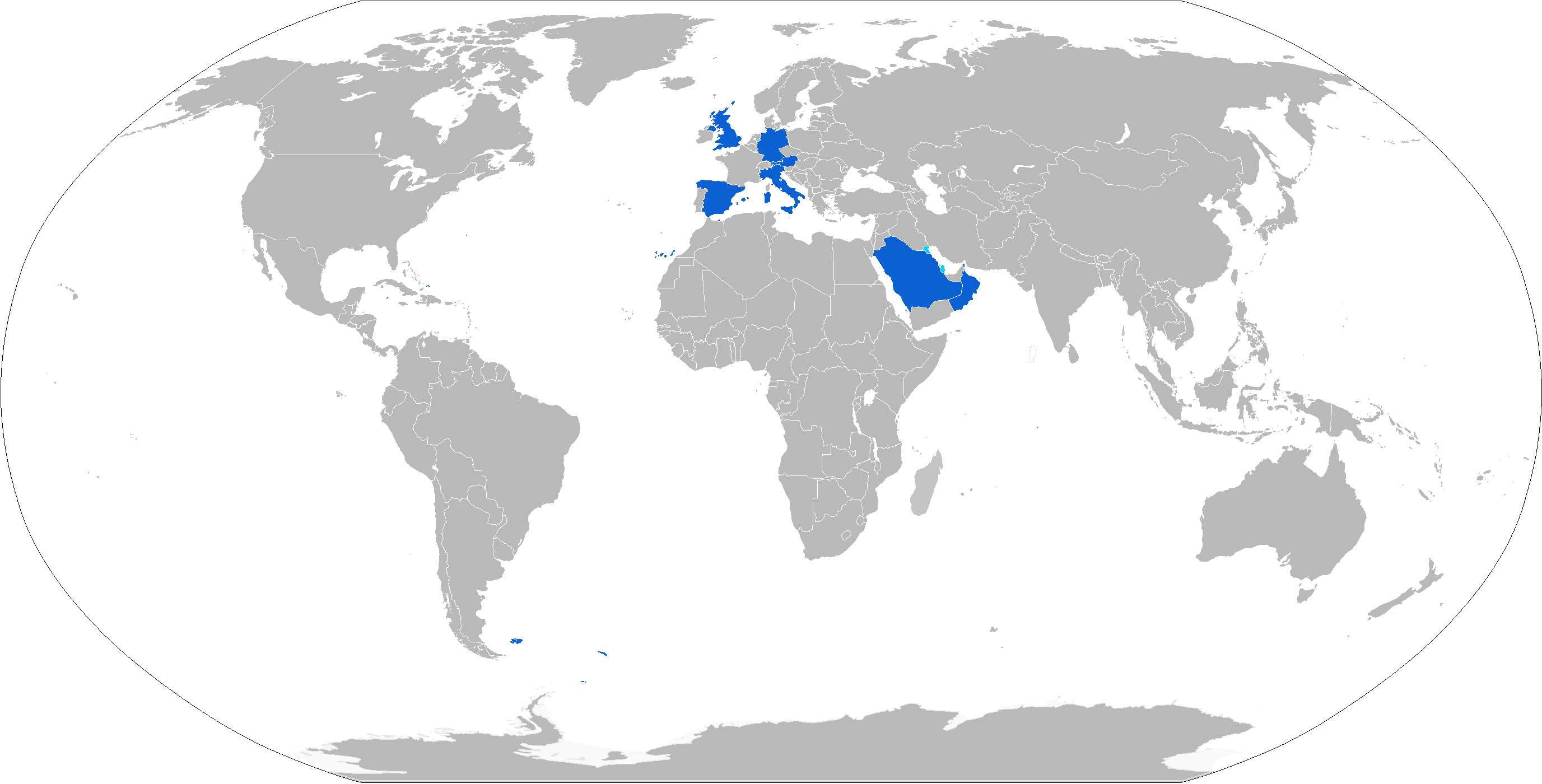
Paesi che operano o che sono in corso d'acquisizione dell'Eurofighter Typhoon

#### Svizzera
Nel 2012 la Svizzera annunciò la assegnazione al Saab JAS 39 Gripen nel programma d'armamento che prevedeva l'acquisizione di 22 caccia di 4+/4++ generazione per le sue forze aeree (contratto anch'esso saltato in seguito al referendum popolare del 18 maggio 2014 che ha di fatto bocciato l'acquisto dei 22 Gripen), al quale partecipavano il Saab JAS 39 Gripen, l'Eurofighter Typhoon, il Dassault Rafale e il Boeing F/A-18 Super Hornet (quest'ultimo successivamente ritirato dalla Boeing per motivi di costo).

#### Finlandia
Nel 2015 il Ministero della difesa finlandese ha individuato cinque caccia per la sostituzione degli attuali McDonnell Douglas F/A-18 Hornet: oltre al Typhoon, sono stati selezionati il Boeing F/A-18 Super Hornet, il Dassault Rafale, il Lockheed Martin F-35 Lightning II e il Saab JAS 39 Gripen. Ad aprile 2021 Eurofighter ha inviato l'offerta finale al Ministero della difesa finlandese.

#### India
Dopo una prima gara nel 2012, nella quale il Typhoon risultò sconfitto dal Rafale, nel 2018 il governo indiano ha avviato una raccolta di informazioni per l'acquisto di 114 caccia multiruolo per rinforzare la flotta della Bhāratīya Vāyu Senā nella quale figurano, oltre al Typhoon, il Dassault Rafale, il Lockheed Martin F-21 (una versione dell'F-16 esclusivamente destinata all'India), il Saab JAS 39 Gripen, il Boeing F/A-18 Super Hornet, il Mikoyan MiG-35 e il Sukhoi Su-35. Qualora questa raccolta di informazioni si tramutasse in competizione, l'assegnazione è prevista per il 2022/2023.

#### Colombia
A inizio 2020 Airbus ha offerto 15 Typhoon Tranche 3 (12 monoposto e 3 biposto) alla Fuerza Aérea Colombiana nell'ambito della ricerca di un sostituto per gli IAI Kfir; altri caccia in valutazione sono il General Dynamics F-16V e il Saab JAS 39 Gripen E/F. Il governo spagnolo ha offerto ulteriori 12 Typhoon Tranche 1 di seconda mano e la possibilità di aggiornarli agli standard della Tranche 2 prima della consegna.

#### Indonesia
Nell'estate del 2020 il governo indonesiano ha manifestato il proprio interesse nell'acquisto dei 15 Typhoon Tranche 1 della Luftstreitkräfte, dal momento che le forze armate austriache sono intenzionate a dismetterli; l'acquisizione potrà essere completata direttamente dall'Austria oppure tramite Airbus, che acquisterebbe gli esemplari sopracitati per aggiornarli e rivenderli all'Indonesia.

#### Bangladesh
Nel 2021 è stato rivelato che il governo del Bangladesh ha manifestato il proprio interesse nell'acquisizione di un nuovo caccia multiruolo e che Leonardo avrebbe proposto il Typhoon con il relativo programma di addestramento e manutenzione. Eurofighter World Magazine, la rivista del consorzio Eurofighter, inserisce il Bangladesh come suo potenziale cliente.

#### Egitto
L'Egitto si è detto interessato all'acquisto di 24 Typhoon; il 4 maggio 2021 il Dassault Rafale si è aggiudicato una commessa per trenta esemplari che però non ha escluso l'acquisizione futura del Typhoon.

#### Serbia
Nel 2022 la Serbia si è detta interessata all'acquisto, anche dei velivoli usati che il Regno Unito pensa di rivendere dal 2025.

### Proposte scartate

#### Grecia
Nel 1999, il governo greco decise di acquistare 60 Typhoon per rimpiazzare la sua flotta di caccia di seconda generazione allora in uso. L'ordine non venne stipulato poiché il costo per l'acquisizione degli Eurofighter poteva condizionare i fondi per la realizzazione delle Olimpiadi di Atene del 2004. Nel giugno 2006 lo stesso governo ha annunciato di voler investire 22 miliardi di euro per mettere in linea un nuovo caccia da combattimento di nuova generazione per i prossimi 10 anni. Nel 2020 il governo greco ha ordinato 18 Dassault Rafale, di cui 12 di seconda mano, escludendo il Typhoon dalla competizione.

#### Corea del Sud
Nel 2002 la Corea del Sud scelse l'F-15K per la fornitura di 40 nuovi caccia multiruolo, scartando il Typhoon, il Rafale e il Su-35.
Nel 2012 il Typhoon entrò in competizione con l'F-15SE Silent Eagle e l'F-35A, che venne selezionato nel 2013.

#### Singapore
Nel 2005 il Typhoon è stato selezionato, insieme al Dassault Rafale e al McDonnell Douglas F-15SG, poi risultato vincitore, per la fornitura di un nuovo caccia multiruolo all'Aeronautica militare della Repubblica di Singapore.

#### Canada
Nel 2010 Eurofighter offrì il Typhoon al Canada, salvo poi ritirarsi nel 2019 a causa di elevati costi di integrazione con i sistemi di sicurezza del NORAD.

#### Giappone
Nel 2011 il Giappone manifestò vivo interesse per l'acquisto dell'Eurofighter Typhoon, ma infine optò per l'F-35 Lightning II.

#### Paesi Bassi
Nel 2013 il Typhoon risultò sconfitto per la sostituzione degli F-16 olandesi a vantaggio dell'F-35A.

#### Belgio
Nel 2014 il Belgio valutò l'acquisto di 40 Typhoon per la sostituzione dei suoi 54 F-16 A/B, ma nel 2018 l'F-35A venne scelto come vincitore del concorso.

#### Bulgaria
Nel 2017 la Bulgaria avviò un concorso per la sostituzione dei suoi Mikoyan-Gurevich MiG-29 che comprendeva il Typhoon, il Gripen e l'F-16, che risultò vincitore.

#### Polonia
Sempre nel 2017 la Polonia avviò le procedure per la ricerca di nuovi caccia multiruolo alla quale partecitò anche Eurofighter, salvo poi essere sconfitta da Lockheed Martin con l'F-35A.

## Aircrew Synthetic Training Aids
Aircrew Synthetic Training Aids (ASTA) è un complesso progetto di simulazione relativo al nuovo programma Eurofighter. Il sistema ASTA si compone di varie parti, tra cui uno o più simulatori di volo collegabili tra loro, una fedele IS (Instructor Station) per la conduzione della missione, un complesso sistema di replay della missione per il debriefing (consultivo o di valutazione) della stessa, un sistema LPSG (Lesson Planner and Scenario Generator) con il compito della creazione delle missioni e dell'eventuale inserimento di "dottrine" o "regole" da assegnare alle varie entità presenti nell'esercizio per ottenere un'intelligenza artificiale realistica, nonché da altri sistemi di supporto alla simulazione. Caratteristica principale del complesso sistema ASTA consiste nell'implementazione di hardware e software originali dell'Eurofighter, durante lo svolgimento della missione addestrativa. Ciò rende la simulazione molto realistica, in confronto ad altri simulatori della stessa generazione che emulano soltanto il funzionamento di tali apparati.
In Italia i simulatori ASTA sono installati presso il 4º Stormo di Grosseto (2 FMS e 1 CT/IPS-E) e 36º Stormo di Gioia del Colle (2 FMS).

## Utilizzatori

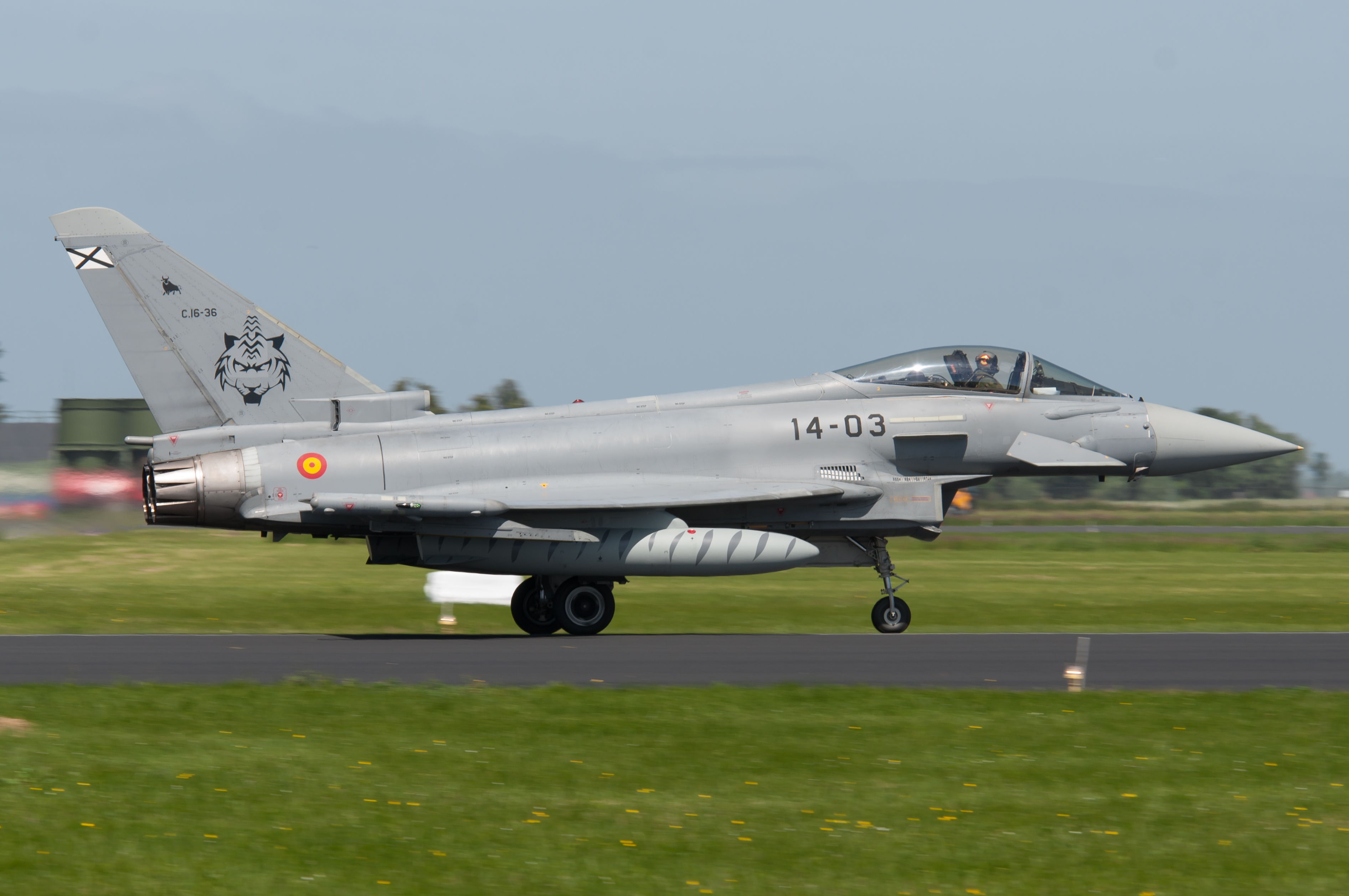
Eurofighter dell'Ejército del Aire

Arabia Saudita
- لقوات الجوية الملكية السعودية (Al-Quwwat al-Jawwiyya al-Sa'udiyya)
  - السرب الثالث (Alsarab Alththalith - 3º Gruppo, Taif)
  - السرب العاشر (Alsarab Aleashir - 10º Gruppo, Taif)
  - السرب ثمانون (Alsarab Thamanun - 80º Gruppo, Taif)

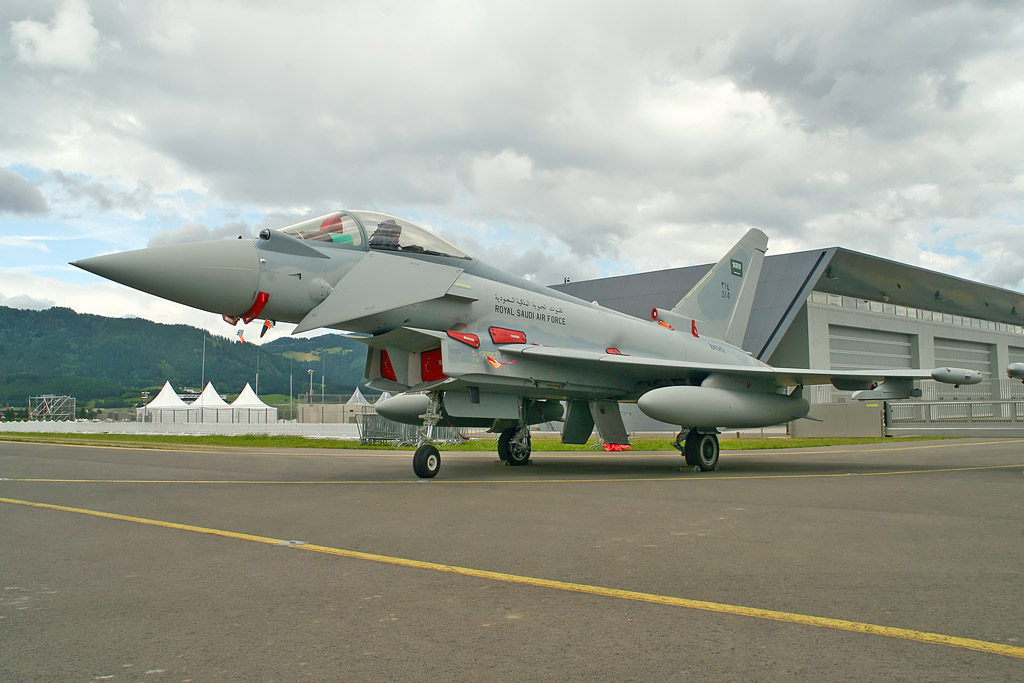
Eurofighter saudita

72 EF-2000 ordinati il 17 settembre 2007, di cui 24 Tranche 2 e 48 Tranche 3. Gli aerei sono stati consegnati in 3 lotti. Il lotto 1 che comprendeva 12 monoposto e 12 biposto; il lotto 2 che comprendeva 18 monoposto e 6 biposto; il lotto 3 che comprendeva 18 monoposto e 6 biposto. Al 13 settembre 2017 sono 71 gli esemplari in servizio, in quanto un EF-2000A è andato distrutto durante una missione di combattimento in Yemen. Un MOI (memorandum of intent) per ulteriori 48 esemplari è stato firmato il 9 marzo 2018, ma l'ordine era rimasto bloccato a causa di un embargo da parte della Germania, eliminato, poi, a fine 2023.
 Austria
- Österreichische Luftstreitkräfte
  - Überwachungsgeschwader (Gruppo di Sorveglianza, Zwelteg)

15 velivoli Tranche 1 in servizio a fine 2019.
 Germania
- Luftwaffe
  - Taktisches Luftwaffengeschwader 31 "Boelcke" (31º Stormo Aereo Tattico "Boelcke", Nörvenich)
  - Taktisches Luftwaffengeschwader 71 "Richthofen" (Wittmundhafen)
  - Taktisches Luftwaffengeschwader 73 "Steinhoff" (Laage)
  - Taktisches Luftwaffengeschwader 74 (Neuburg)

143 velivoli ordinati (33 Tranche 1, 79 Tranche 2, 31 Tranche 3) e consegnati tra il 2003 e il dicembre 2019. Un esemplare perso nel 2014 e due monoposto sono andati persi in una collisione che li ha coinvolti a giugno 2019. Il 5 novembre 2020, il Bundestag ha approvato l'acquisto di 38 caccia multiruolo Eurofighter tranche 4 (31 monoposto e 7 biposto) per 5,4 miliardi di euro per la Luftwaffe nell'ambito del programma “Quadriga”. Questi aerei andranno a sostituire altrettanti aerei della tranche 1 che hanno limitate capacità operative nel combattimento aereo mancando, poi, completamente in quelle aria-suolo. Ulteriori 20 esemplari ordinati il 5 giugno 2024.
 Italia
- Aeronautica Militare
  - 9º Gruppo (Grosseto)
  - 10º Gruppo (Gioia del Colle)
  - 12º Gruppo (Gioia del Colle)
  - 18º Gruppo (Trapani/Birgi)
  - 20º Gruppo (Grosseto)
  - 132º Gruppo (Istrana)

96 velivoli (82 monoposto +14 biposto) ordinati e tutti consegnati (di cui 28 Tranche 1, 47 Tranche 2 e 21 Tranche 3) tra il 16 marzo 2004 e il 23 ottobre 2020. Il 500º esemplare prodotto costituisce il 74° monoposto consegnato all'AMI. Ulteriori 24 velivoli (che andranno a sostituire 26 Typhoon della Tranche 1) ordinati a il 23 dicembre 2024.
 Kuwait
- القوة الجوية الكويتية (Al-Quwwat al-Jawwiyya al-Kuwaytiyya)

28 velivoli Tranche 3A (22 monoposto e 6 biposto) ordinati il 5 aprile 2016. I primi due esemplari (due biposto) consegnati il 7 dicembre 2021 in Italia, presso l'aeroporto di Caselle, sono arrivati in Kuwait il 14 dicembre successivo. Due biposto consegnati il 30 marzo 2022. Il quinto ed il sesto esemplare (un biposto ed il primo monoposto) sono stati consegnati il 28 settembre 2022. Ulteriori 4 esemplari consegnati a ottobre 2023.
 Oman
- سلاح الجو السلطاني العماني (Al-Quwwat al-Jawiyya al-Sultaniyya al-'Umaniyya)
  - السرب ثمانية (Alsarab Thmany - 8º Gruppo, Adam)

12 ordinati a dicembre 2012, suddivisi in 9 monoposto e 3 biposto allo standard Tranche 3 con radar a scansione meccanica CAPTOR-M, tutti consegnati. Altri 12 esemplari in ordinazione a fine 2019.
 Qatar
- القوات الجوية القطرية (Al-Quwwat al-Jawiyat al-Amiriat al-Qataria)

24 esemplari (20 monoposto e 4 biposto) ordinati il 17 settembre 2017 che saranno dotati di radar AESA Captor-E. I primi tre monoposto sono stati consegnati il 25 agosto 2022.
 Regno Unito
- Royal Air Force
  - No.1 (Fighter) Squadron (Lossiemouth)
  - No.II (Army Cooperation) Squadron (Lossiemouth)
  - No.3 (Fighter) Squadron (Coningsby)
  - No.6 Squadron (Lossiemouth)
  - No.IX (Bomber) Squadron (Lossiemouth)
  - No.XI (Fighter) Squadron (Coningsby)
  - No.12 (Bomber) Squadron (Coningsby)
  - No.29 Squadron (Coningsby)
  - No.41 Squadron (Typhoon Test & Evaluation Squadron, Coningsby)
  - 1435 Flight (Mount Pleasant - Falklands)

160 esemplari ordinati, e consegnati tra il 2003 ed il 4 ottobre 2019. Complessivamente sono stati consegnati 53 Tranche 1 (34 monoposto e 16 biposto + gli esemplari di sviluppo (IPA1, IPA5 e IPA6)), 67 Tranche 2 (61 monoposto e 6 biposto) e 40 Tranche 3. Un monoposto Tranche 1 è andato perso il 23 aprile 2008. Una parte dei Tranche 1 viene gradualmente ritirata per trarne fonte di parti ricambio.
 Spagna
- Ejército del Aire
  - Escuadrón 111 (Morón)
  - Escuadrón 112 (Morón)
  - Escuadrón 113 (Morón)
  - Escuadrón 141 (Los Llanos)
  - Escuadrón 142 (Los Llanos)

73 velivoli ordinati (19 Tranche 1, 34 Tranche, 20 Tranche 3) e consegnati tra il maggio 2004 e il gennaio 2020. Un EF-2000B è andato perso il 24 agosto 2010. Un EF-2000A è andato perso il 9 giugno 2014. Un EF-2000A è precipitato il 12 ottobre 2017. 70 esemplari (58 monoposto e 12 biposto) in servizio all'aprile 2020. Ulteriori 20 esemplari (16 monoposto e 4 biposto) ordinati con il programma Halcon I il 23 giugno 2022, con inizio delle consegne previste per il 2026. Con il programma Halcon II, annunciato a settembre 2023, sono stati selezionati ulteriori 25 esemplari della tranche 4 (21 monoposto e 4 biposto), che sono stati definitivamente ordinati il 20 dicembre 2024.

## Incidenti
- 21 novembre 2002: il prototipo spagnolo DA6 è precipitato a causa di un'avaria a entrambi i motori durante un volo di prova; entrambi i piloti si sono salvati eiettandosi ma l'aereo è andato distrutto.[204]
- 24 agosto 2010: in Spagna, un Eurofighter Typhoon della Spanish Air Force (SPAF), decollato dalla base militare di Morón de la Frontera per un volo di addestramento, è precipitato causando la morte del pilota saudita mentre l'istruttore spagnolo è riuscito a mettersi in salvo eiettandosi.
- 9 giugno 2014: in Spagna, un Eurofighter Typhoon della Spanish Air Force (SPAF) è precipitato in fase di atterraggio nella base militare di Morón de la Frontera. Il pilota è deceduto nello schianto al suolo del velivolo.
- 13 settembre 2017: nel distretto di Alwade'a in Yemen, un Eurofighter Typhoon della Royal Saudi Air Force (RSAF) coinvolto in una missione contro i combattenti Houthi, si è schiantato su una montagna causando il decesso del pilota.
- 24 settembre 2017: in Italia, durante una dimostrazione tecnica di volo a Terracina, in provincia di Latina, un Eurofighter Typhoon (MM7278/RS-23) del Reparto Sperimentale Volo (RSV) dell'Aeronautica Militare è precipitato in mare nella fase finale di un loop, causando il decesso del pilota[195][205], il collaudatore trentaseienne Gabriele Orlandi, ufficiale esperto dell'Aeronautica Militare, che era decollato dalla base di Pratica di Mare appena 4 minuti prima.[206] Dopo l'apertura di un fascicolo contro ignoti, a ottobre del 2018 l'inchiesta della magistratura era propensa a ritenere plausibile l'ipotesi dell'errore umano e della conseguente assenza di responsabili, rendendo probabile l'archiviazione dell'inchiesta.[207][208][209]
- 12 ottobre 2017: in Spagna, dopo il sorvolo di Madrid in occasione della festa nazionale spagnola, un Eurofighter Typhoon della Spanish Air Force (SPAF) è precipitato durante il rientro alla base di Los Llanos, nei pressi di Albacete, causando la morte del pilota.
- 24 giugno 2019: in Germania, durante una missione di addestramento di tre aerei, due esemplari monoposto precipitano dopo una collisione, con entrambi i piloti che si eiettano.[161] Uno di loro si salva rimanendo impigliato su un albero a 20 m d'altezza dal terreno, l'altro perde la vita.[210]
- 13 dicembre 2022: in Italia, un Typhoon del 37º Stormo A.M.I. di stanza all'aeroporto di Trapani-Birgi precipita durante la fase di avvicinamento all'aeroporto, ad un paio di miglia dalla base militare;[211] il pilota, il capitano Fabio Antonio Altruda, non è riuscito ad eiettarsi ed è perito nell'incidente.[212]
- 24 luglio 2024: Un Eurofighter dell’Aeronautica Militare italiana è precipitato nel corso di un volo addestrativo sui cieli del Northern Territory (Australia) vicino alla città settentrionale di Darwin durante l’esercitazione Pitch Black 24. Il pilota si è eiettato ed è in buone condizioni di salute[213].